# Zentralstadion Tschornomorez
Das Stadion „Tschornomorez“ ist ein Fußballstadion in der ukrainischen Hafenstadt Odessa. Zwischen 2008 und 2011 wurde die Sportstätte umfangreich umgebaut.

## Geschichte
Das 1936 bis 1938 erbaute Stadion wird vor allem für Fußballspiele genutzt und bot 28.164 Zuschauern Platz. Der Erstligist Tschornomorez Odessa trug hier seit der Vereinsgründung bis zum Umbau im Jahr 2008 seine Heimspiele aus. In der Saison 2008/09 zog der Club Tschornomorez Odessa für zwei Jahre in das Stadion Spartak mit 4.800 Plätzen um.
1945 bis 1947, 1967 bis 1968 und im Jahr 2000 wurde das im Schewtschenko-Park liegende Stadion jeweils saniert. Weil das Tschornomorez Stadion als Ersatzstadion für die Fußball-Europameisterschaft 2012 dienen sollte, wurde das Stadion 2008 für den Umbau geschlossen. Mit dem Stadionumbau plante man ein reines Fußballstadion mit etwa 33.000 überdachten Sitzplätze zu bauen. Die Kosten für den Stadionumbau beliefen sich auf rund 100 Millionen US-Dollar und wurden vom Vereinsbesitzer übernommen. Im Jahr 2011 wurde das umgebaute Stadion mit 34.164 Plätzen wiedereröffnet.
Von 2004 bis 2007 sowie ab 2013, mit Ausnahme im Jahr 2014, wurde und wird im Stadion das Spiel um den ukrainischen Fußball-Supercup ausgetragen. Außerdem wurden in dem Stadion drei Länderspiele der ukrainischen Fußballnationalmannschaft gespielt.

## Galerie

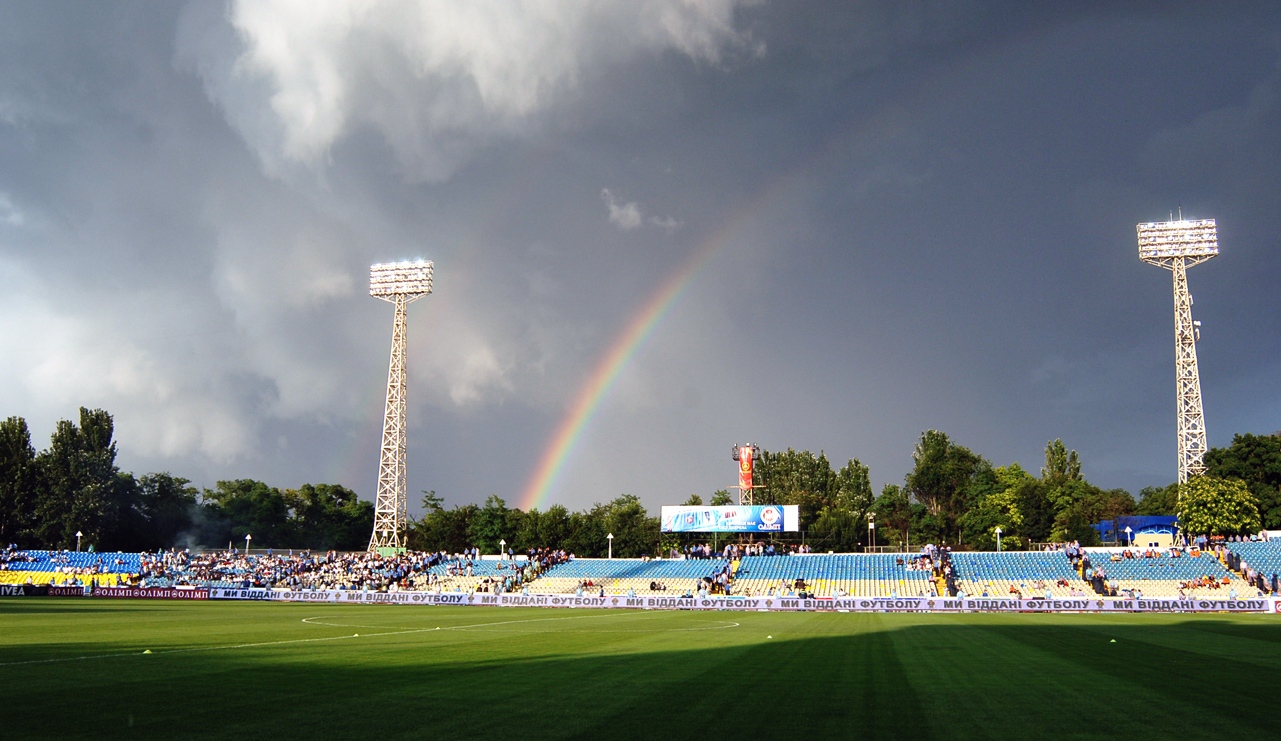
Das alte Stadion 2008